# Ruben Leonardo
Ruben Leonardo é um actor e dobrador português, de seu nome completo, Ruben Leonardo Maldonado Afonso e Gaspar Da Silva. Nasceu a 21 de Janeiro de 1995 na Maternidade Alfredo Da Costa, em Lisboa. 

## Trabalhos realizados

### Televisão
- 2004/2005, elenco fixo: Marco Lampreia, Mistura Fina, NBP, TVI;
- 2005, elenco adicional: vários papéis, Vasquinho e Companhia, TVI;
- 2005, elenco adicional: vários papéis, Mini-malucos do Riso, SP Filmes, SIC;
- 2006, elenco fixo: Nuno Miguel Costa, Aqui Não Há Quem Viva, TGSA, SIC;
- 2007/08, elenco fixo: Joca, Chiquititas, TDN, SIC;
- 2008, elenco fixo: Simão, Pai à Força, SP Televisão, RTP;
- 2009, elenco adiciona: Tomé, Conta-me Como Foi, SP Televisão, RTP;
- 2010, elenco adicional, Laços de Sangue, SP Televisão, SIC;
- 2011, elenco fixo: Simão, Pai à Força II série, SP Televisão, RTP;
- 2014, elenco adicional: Francisco (Chico), O Beijo do Escorpião, TVI;

### Cinema
- Em 2005 foi: Diogo no telefilme 29 Golpes, de Jorge Paixão da Costa.
- Em 2006 foi protagonista: Paulo da longa-metragem Atrás das Nuvens que estreou nas salas de cinema portuguesas em Junho de 2007.

### Dobragens
- Deu voz a Bambi (criança), nas versões portuguesas de BambiBambi e Bambi II. Também dobrou as versões portuguesas de Zathura, Peter Pan e da série Hotel Doce Hotel, do Disney Channel, Justin e a Espada da Coragem, dando a voz a Justin.

### Outros
- Desde cedo deu os primeiros passos na área da publicidade, tendo entrado em diversos anúncios publicitários televisivos e diversos catálogos.